# Ключ (гора)
Ключ (чорн. Кључ, чорногор. лат. Ključ) — гора в Чорногорії на схід від міста Колашин і на південь від Національного парку Біоградська гора. Її висота — 1973 метри.